# Supermarine Sea Otter
Супермарін Сі Оттер («Морська видра», англ. Supermarine Sea Otter) — британський одномоторний біплан-летючий човен, розроблений авіаконструктором Р. Мітчеллом для повітряних сил Королівського флоту Британії у 1933 році. Це був останній летючий човен-біплан, розроблений Supermarine, що перебував на озброєнні Королівських Повітряних сил та Повітряних сил ВМФ Британії .

## Історія
«Сі Оттер» був розроблений як вдосконалена версія «Волреса», спроможна патрулювати та проводити операції на більшій дальності, здійснювати бомбардувань шляхом пікірування та діяти з більшого числа кораблів, ніж її попередник. Через існуючі зобов'язання «Супермарін» щодо програм «Волрес» та «Спітфайр» розробка літака затягнулася. Перший політ «Сі Оттер» відбувся 23 вересня 1938 року, а угода про виробництво була досягнута лишень у 1942 році, зважаючи на нагальні потреби військової авіації Другої світової війни. В січні 1942 року Міністерство авіації видало замовлення на виробництво 592 серійних «Сі Оттер». У січні 1943 року почалися поставки серійних машин. Загальний обсяг серійного виробництва, що здійснювалося підприємствами фірми «Саро» в Іст-Коувсі і Вебріджі і завершилося в травні 1945 році (за іншими даними — в липні 1946), склав 290 одиниць.
Після введення його до строю в останні роки війни, на «Сі Оттер» в першу чергу покладали завдання з патрулювання морських просторів та проведення пошуково-рятувальних операцій в інтересах Королівських флоту та Повітряних сил. Вже після завершення Другої світової війни численні інші оператори придбали цей тип рятувального літака для власних цілей; серед них були Королівські ПС Данії, Нідерландська морська авіаційна служба та Королівські ВМС Австралії. «Супермарін» також здійснив переробку надлишкових «Сі Оттерів» на цивільні, що призвело до їхнього використання і цивільними операторами.

## Країни-експлуатанти
- Велика Британія
  -  Повітряні сили флоту Великої Британії
  -  Королівські ПС Великої Британії
- Австралія
  -  Королівські ВМС Австралії
- Данія
  -  Королівські ПС Данії
- Єгипет
  -  Королівські ПС Єгипту
- Нідерланди
  -  Повітряні сили флоту Нідерландів
- Франція
  -  Авіація ВМС Франції
  -  Колоніальні війська Франції

## Тактико-технічні характеристики

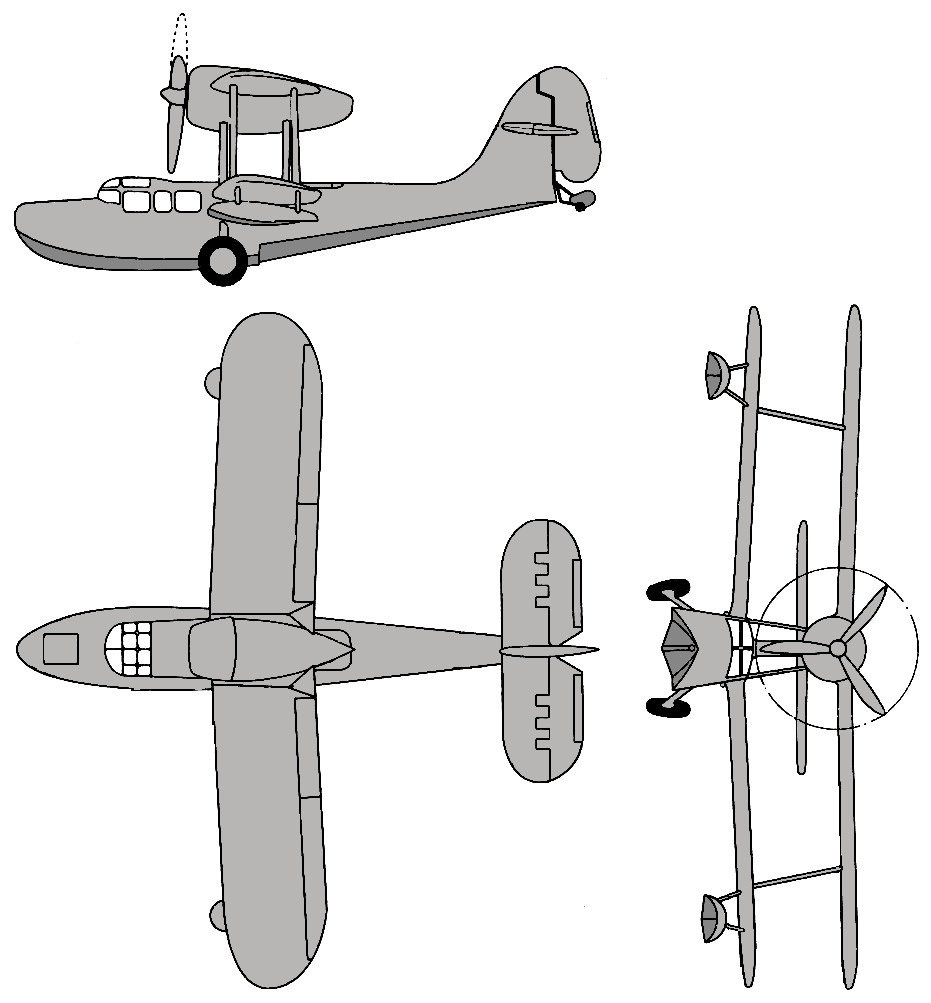
Схематичне зображення літака Supermarine Sea Otter

Дані з Consice Guide to British Aircraft of World War II

### Технічні характеристики
- Екіпаж: 3-4 особи
- Довжина: 12,01 м
- Висота: 4,93 м
- Розмах крил: 14,02 м
- Площа крил: 56,67 м²
- Маса порожнього: 3087 кг
- Максимальна злітна маса: 4536 кг
- Двигун: Bristol Mercury XXX
- Потужність: 855 к. с. (638 кВт.)

### Льотні характеристики
- Максимальна швидкість: 241 км/год (на висоті 1525 м.)
- Крейсерська швидкість: 161 км/год
- Практична стеля: 4875 м.
- Дальність польоту: 910 - 1165 км

### Озброєння
- Стрілецьке:
  - 1 × 7,7-мм кулемет в носі літака
  - 0-2 × 7,7-мм кулемети на непостійних опорах в верхній позиції

## Аналогічні літаки за епохою, призначенням та конфігурацією
- Blackburn Perth
- Blackburn Iris
- Dornier Do 12
- De Havilland Canada DHC-2 Beaver
- Fairchild F-11 Husky
- Grumman G-21 Goose
- Grumman JF Duck
- CANT Z.501
- Savoia-Marchetti S.56
- Latécoère 380
- SCAN 20
- Бе-6
- МБР-2
- Ш-7
- Aichi E10A
- Kawanishi E10K
- Mitsubishi F1M